# وی۷۴۴ قنطورس
وی۷۴۴ قنطورس یک ستاره است که در صورت فلکی قنطورس قرار دارد.

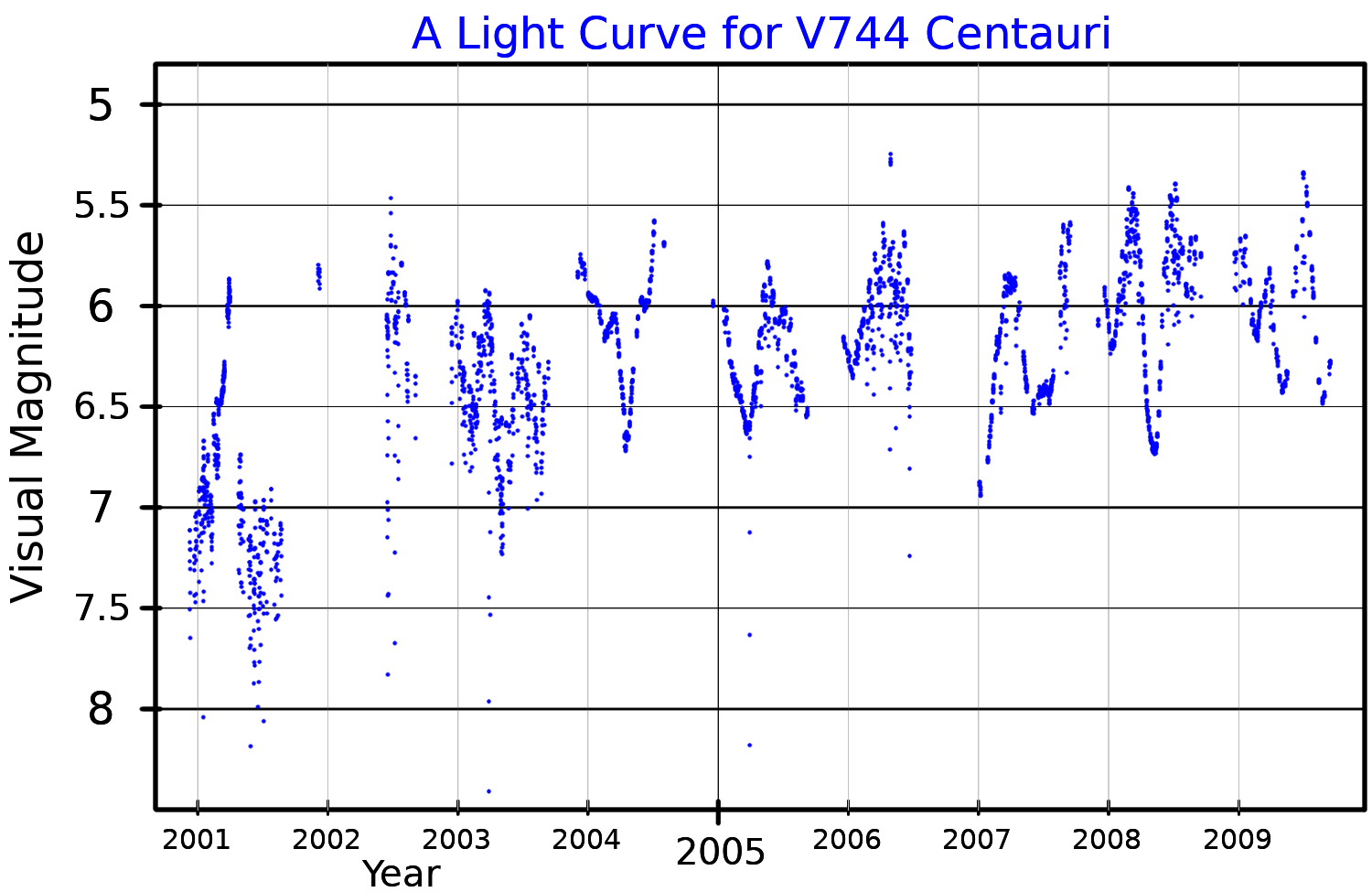
منحنی نور از باند بصری «وی۷۴۴ قنطورس»، ترسیم‌شده از داده‌های ASAS - نوامبر ۲۰۲۱